# Mercedes-Benz W136
Mercedes-Benz 170 V (внутренний индекс W136) — серия автомобилей немецкой торговой марки Mercedes-Benz, выпускавшаяся с начала 1936 года по 1955 год. Публичный дебют модели 170 V в качестве преемника W15 (170) состоялся в феврале 1936 года. Буква «V» в названии означает «Vorne» (перед), и была необходима для отличия этой машины от Mercedes-Benz 170H («Heck» — зад) — с тем же двигателем, но установленным сзади. В период с 1936 по 1939 гг. автомобили данной серии были самыми продаваемыми из всех транспортных средств компании Mercedes-Benz довоенного периода.
В период с 1936 года по 1942 год было выпущено более 75 000 автомобилей. На время войны концерн Daimler-Benz вынужден был свернуть свою основную деятельность в пользу военной промышленности. Достаточно большое число конструкций W136 и производственных мощностей сохранилось после бомбардировок союзников во время Второй мировой войны (или могли быть воссозданы) и смогли послужить в качестве основы, на которой компания могла бы снова вернуться в русло автомобильной промышленности. К 1947 году модель 170 V возобновила своё звание наиболее продаваемого автомобиля компании, которую она удерживала до 1953 года.

## История

### Разработка
В 1933 году под руководством технического директора концерна Daimler-Benz доктора Ганса Нибеля началось проектирование преемника для автомобиля Mercedes-Benz 170 с внутренним индексом W15. Непосредственно проектом занимался конструктор Макс Вагнер. По замыслу проектировщиков новая модель должна была стать доступнее и современнее своего предшественника. В связи с кончиной Нибеля в 1934 году руководство на себя перенял Макс Зайлер. Кроме гражданской версии велись и разработки для нужд Вермахта. Так, в 1935 году для Вермахта тайно было сделано 62 полноприводных автомобиля 170 VG (нем. Vorne Gelandewagen). В 1936 году военную версию переделали, собрав 42 новых внедорожника, при этом сделав короче и дав управление колёсами на обеих осях с названием версии 170 VL.

### Премьера (1936)

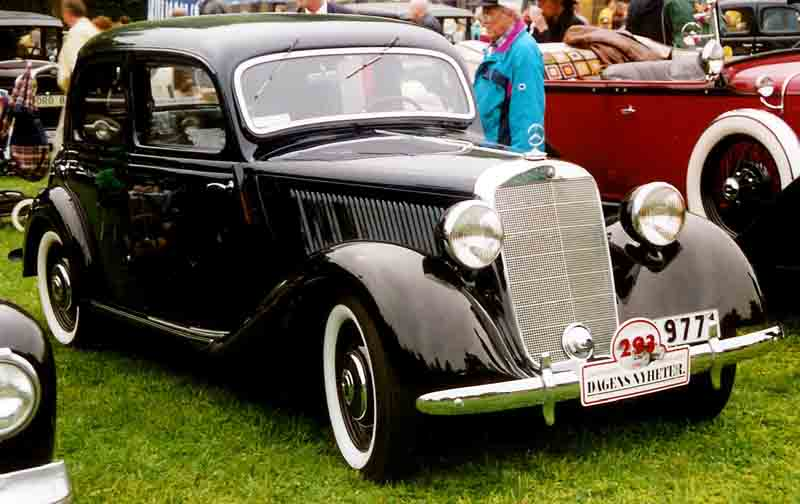
Mercedes-Benz 170V 1939 года

Модель Mercedes-Benz 170 V пришла на замену уже устаревшему W15 Limousine (что означает — седан). Автомобиль заменил в производстве шестицилиндровый Mercedes-Benz W15, который также был носил название Mercedes-Benz 170. Несмотря на одинаковый объём двигателя в 1.7 литра, новый четырёхцилиндровый двигатель имел большую мощность. Также технически и стилистически он был более современным и имел более низкую цену. Модель была впервые показана широкой общественности в феврале 1936 года на Берлинской автовыставке (IAMA) главной темой которой было 50-летие автотранспорта. Однако серийное производство было начато несколькими месяцами ранее, как и разработка военных вариантов, таких как VG и VL . На момент премьеры автомобиль уже предлагался в 6 вариантах кузова. Кроме того, клиент имел возможность купить только шасси и в дальнейшем оснастить его эксклюзивным кузовом от специализированных мастерских. Тем не менее на самой выставке машина была представлена без заднего бампера и накрыльных ламп. Несмотря на это, в марте производство машины достигло около 1900 экземпляров в месяц. В сентябре эта нехватка бамперов и габаритных огней была исправлена. Тогда же появилась версия в кузове фургона (нем. Lieferwagen) с более широкими дисками и шинами. Особенностью машин первого года выпуска стала звезда Мерседеса, которая размещалась не над решеткой, а на ней самой. Сделано это было в связи с тем что статуэтка в виде знака ранее закрывала отверстие для заливки воды, которое теперь было отнесено под капот. Тем не менее уже через год, в 1937 году звезда Мерседес снова вернулась на своё законное место, а решётка радиатора из выгнутой наружу стала полностью горизонтальной. С 1936 по 1938 года, а также между 1947—1953 годами автомобиль являлся самым продаваемым автомобилем марки Mercedes-Benz. Автомобиль чаще всего упоминается как Mercedes-Benz W136, что соответствует заводскому номеру этой модели, однако в 1936 году его представили общественности как Mercedes-Benz 170V. На базе W136 были построены кабриолет А (2-местный), кабриолет Б (4-местный) и седан. Со временем в кабриолете «B» модернизация мягкого верха позволила убрать металлическую стойку между передними и задними боковыми стёклами. В версиях такси верхний тент был слегка приподнят для удобства пассажиров в высоких головных уборах. В сезон спортивных гонок по бездорожью 1936—1937 года (проводились под опекой SS для подготовки водителей к вождению по бездорожью) компания Mercedes-Benz представила специальную версию 170 VR (сокр. от нем. Vorne Roadster). От стандартной версии она отличалась увеличенными колёсами, усиленными пружинами и увеличенным передаточным числом. Кроме ряда побед в 1937—1939 годах в спорте, автомобиль также стал основой для будущих раллийных модификаций 170 SV и 200 V с двигателями в 53 и 64 лошадиные силы. В 1936—1938 годах были построены версии автомобиля в кузове Kubelwagen для полиции с сохранением подножки, как и у гражданской версии. С ноября 1938 года начали производиться и военные кюбельвагены, которые заметно отличались от полицейских. Так, эти автомобили Вермахта имели обозначения Kfz. 1, 2, 3 и были одними из самых массовых кюбельвагенов. 1938 году гражданские версии получили ряд технических улучшений, включая систему подогрева охлаждающей жидкости, шумоподавление, фильтрацию воздуха, а также увеличенный с 33 до 43 литров топливный бак.
Заявленная максимальная мощность для 170 V составляла 38 л. с. при 3400 об-мин, степень сжатия 6:1. Двигатель имел четыре цилиндра с боковым расположением клапанов и потреблял менее 10 литров на 100 километров. Кроме того, в нём впервые для четырёхцилиндрового двигателя, была достигнута большая ровность работы. Сделано это было благодаря разработанной и запатентованной технологии компании Chrysler «плавающий двигатель». Мотор подвешивался к корпусу в двух местах и соединялся с задними колёсами четырёхскоростной ручной трансмиссией так, что центр масс находился посередине. В ранних моделях коробка передач не имела синхронизаторы первой и второй передачи переднего хода. В 1940 году она была улучшена и синхронизаторы получили все передние передачи. С 1939 года по 1943 было построено несколько газогенераторных версий, обозначавшихся VG, однако документов про их количество не сохранилось.

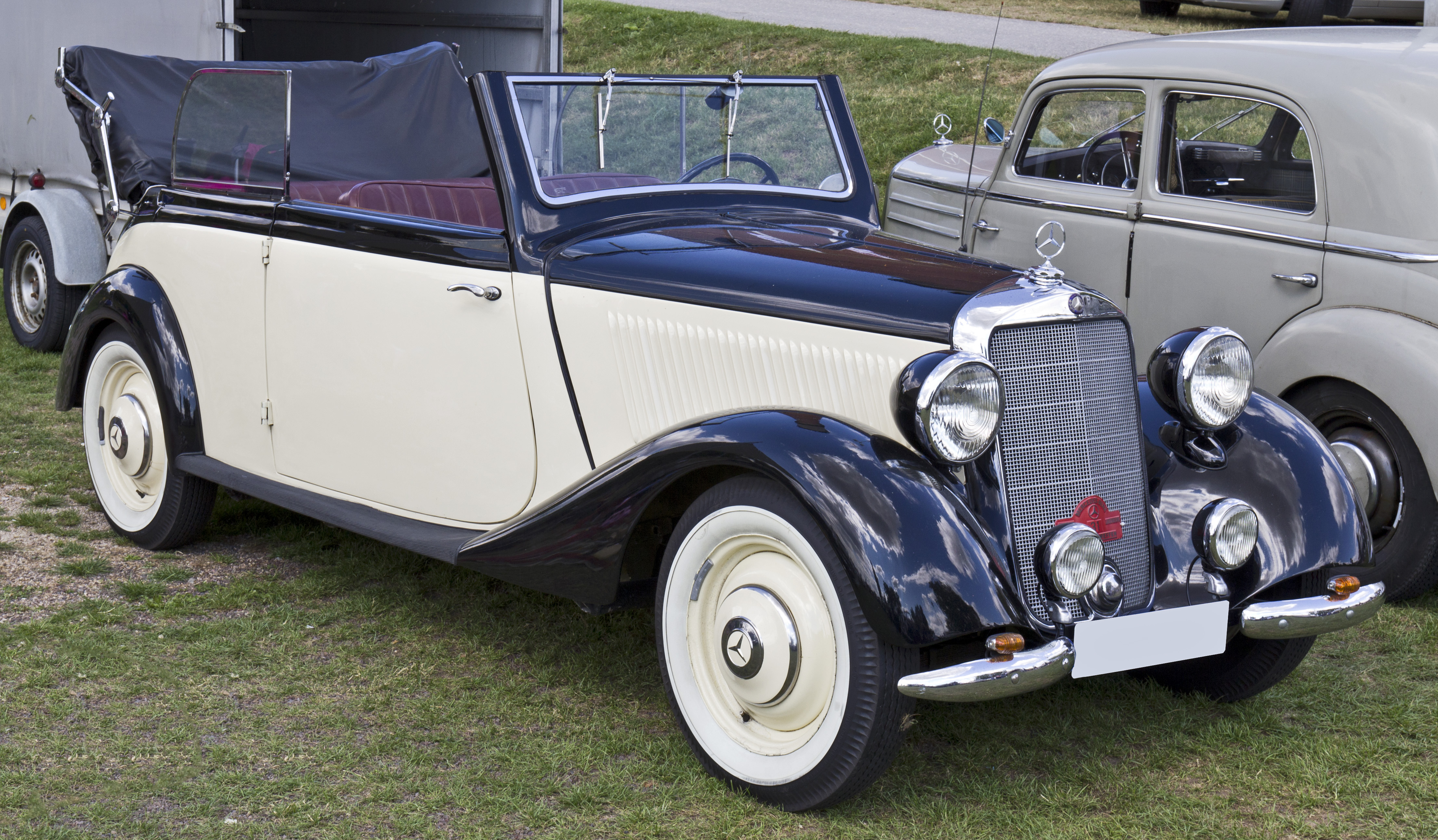
Mercedes-Benz 170V родстер

Производство гражданских моделей 170V свернули в 1942 году в связи с окончательным переходом немецкой промышленности на поддержание военного дела. В основном завод стал заниматься производством Volkswagen Typ 82 (Kubelwagen). В 1943 году, когда англо-американская бомбардировка разрушила заводы Mercedes-Benz, выпуск модели прекратился. Но единственный относительно уцелевший конвейер был как раз для 170-го. Из-за нехватки электроэнергии и работников, оккупационные силы Союзников разрешили Mercedes производить машины снова лишь к концу 1945 года. В 1946 году снова начался выпуск модели 170V в версиях пикап, бортовой грузовичок, полицейский автомобиль и карета скорой помощи (Krankenwagen). Лишь в 1947 году снова появились версии седан, кабриолеты А и Б, версия OTP (Open Tourer Police). Однако большинство из новопроизведённых отправлялись на административные нужды оккупационной администрации.
Большинство произведённых и сохранившихся машин имели двух или четырёхдверный кузов-лимузин (разнообразие предлагаемых кузовов этого типа для 170V в 30-е годы было очень велико). Кроме того, существовал четырёхдверный вариант «кабриолет-лимузин» с низом как у четырёхдверного лимузина и складываемым брезентовым верхом. Отличительной чертой кузовов для 170V стало крепление запасного колеса снаружи на задней панели, что давало доступ к багажнику только изнутри машины. Также существовал вариант с двухместным кузовом-родстером с большим откидным сидением сзади с мягкой задней перегородкой, которое можно было использовать как в качестве неудобного заднего сидения для пассажиров, так и в качестве дополнительного места для багажа. Также, под передними креслами были скрыты два подпольных ящика в одном из которых (под пассажирским сиденьем) был аккумулятор, а во втором (под водительским) ящик с инструментами.
В послевоенные годы автомобиль продолжал совершенствоваться. С 1949 года линейка версий для машины увеличилась версиями D (Diesel, которой не успели запустить в производство из-за войны) и S (с независимой передней пружинной подвеской). В 1950 году машины получили улучшенную тормозную систему, увеличенные сиденья, возросший пассажирский отсек и улучшенные двигатели (бензиновый — 45 л. с., дизельный — 40 л. с.). Также появилась модификация Va (нем. Vorne Abdeckung, в переводе «багажник»). Кроме того, компании помог муниципалитет Копенгагена, заказавший сотню такси для датского таксопарка. В 1952 вышел вариант Vb с большей задней колеёй и увеличенной высотой лобового стекла. В 1952 году появилась модель W191 — более крупная, и с обновлёнными дизельными двигателями. За время производства с 1947 года по 1952 год было выпущено 83 190 единиц серии W136. Автомобиль выпускался вплоть до 1955 года.

## Описание

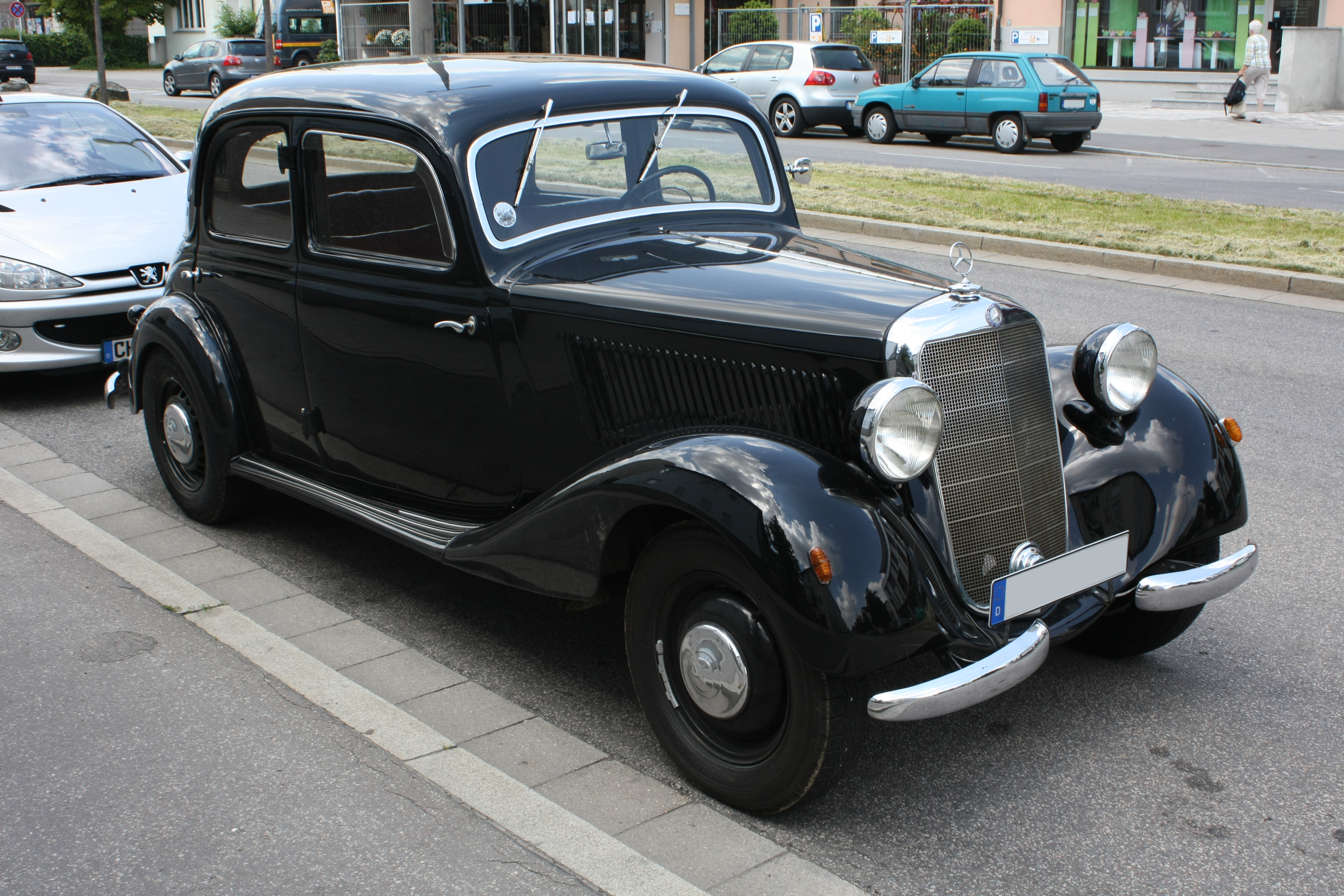

### Двигатель
На автомобиль устанавливался бензиновый двигатель M136 рабочим объёмом в 1,7 литра. Мощность силового агрегата составляла 38 л.с. (28 кВт) при 3400 об/мин, обеспечивая максимальный крутящий момент в 100 Н·м при 1800 оборотах в минуту. Степень сжатия двигателя составляла 6,5:1. Заявленный расход топлива равнялся 11 литрам на 100 километров. Для понижения вибрации на кузове силовой агрегат закрепили на двух эластичных опорах в передней и задней части блока цилиндров. Также существовали спортивные версии с двигателями M149 (60 л. с. при 3600 об/мин и 50 л. с. при 3600 об/мин).

### Ходовая часть

#### Подвеска
Основной конструктивной особенностью автомобиля Mercedes-Benz W136 стала Х-образная рама, сваренная из труб овального сечения, которую запатентовал Макс Вагнер. По сравнению с классической лонжеронной рамой автомобиля Mercedes-Benz W15, в новой конструкции удалось добиться увеличения жёсткости при одновременном снижении веса на 50 килограммов. Хорошо зарекомендовавшая себя, полностью независимая подвеска предшественника была перенесена на автомобиль без существенных модернизаций. Передняя ось состояла из двух параллелограмм-образных поперечных листовых рессор.

#### Трансмиссия
Автомобиль W136 оснащался четырёхступенчатой механической коробкой передач с синхронизатором, которая передавал мощность на задние колёса.

#### Тормозная система
И спереди и сзади автомобиль оснащался гидравлическими барабанными тормозами. Механический стояночный тормоз блокировал задние колёса.

### Модельный ряд
- 1935—1942: 170 V седан / кабриолет
- 1946—1950: 170 V седан / кабриолет
- 1949—1952: 170 S / SAC / СБК
- 1950—1952: 170 Ва
- 1952—1953: 170 Vb
- 1953—1955: 170 S-V/S-D
- 1949—1950: 170 D
- 1950—1952: 170 Da / DaOTP
- 1952—1953: 170 Db
- 1952—1953: 170 Sb
- 1952—1953: 170 DS